# Autodefensa (serie de televisión)
Autodefensa es una serie de televisión española de comedia y autoficción creada por Berta Prieto, Belén Barenys y Miguel Ángel Blanca para Filmin. Fue dirigida por Blanca y está protagonizada por Prieto y Barenys. Se estrenó el 29 de noviembre de 2022.

## Trama
Dos jóvenes intentan pasar una resaca luego de una fiesta extravagante mientras debaten un tema incómodo. De pronto, el desayuno se convierte en preguntas sutiles sobre el sexo y el consentimiento en donde, según la crítica, las protagonistas «analizan, profundizan y abordan la idea de vivir en un mundo en constante transformación.»

## Reparto
- Berta Prieto
- Belén Barenys
- Roman Rymar

## Episodios
| N.º | Título                             | Dirigido por               | Escrito por                                       | Fecha de lanzamiento original |
| --- | ---------------------------------- | -------------------------- | ------------------------------------------------- | ----------------------------- |
| 1   | «Sentirse deseada»                 | Miguel Ángel Blanca Pachón | Berta Prieto, Belén Barenys y Miguel Ángel Blanca | 29 de noviembre de 2022       |
| 2   | «Fantasía»                         | Miguel Ángel Blanca Pachón | Berta Prieto, Belén Barenys y Miguel Ángel Blanca | 29 de noviembre de 2022       |
| 3   | «Ansiedad»                         | Miguel Ángel Blanca Pachón | Berta Prieto, Belén Barenys y Miguel Ángel Blanca | 29 de noviembre de 2022       |
| 4   | «Brilla brillante»                 | Miguel Ángel Blanca Pachón | Berta Prieto, Belén Barenys y Miguel Ángel Blanca | 29 de noviembre de 2022       |
| 5   | «Ser un concepto»                  | Miguel Ángel Blanca Pachón | Berta Prieto, Belén Barenys y Miguel Ángel Blanca | 29 de noviembre de 2022       |
| 6   | «Odiar a los hombres»              | Miguel Ángel Blanca Pachón | Berta Prieto, Belén Barenys y Miguel Ángel Blanca | 06 de diciembre de 2022       |
| 7   | «Volver a casa»                    | Miguel Ángel Blanca Pachón | Berta Prieto, Belén Barenys y Miguel Ángel Blanca | 06 de diciembre de 2022       |
| 8   | «Actos colectivos»                 | Miguel Ángel Blanca Pachón | Berta Prieto, Belén Barenys y Miguel Ángel Blanca | 06 de diciembre de 2022       |
| 9   | «El evangelio según Berta y Belén» | Miguel Ángel Blanca Pachón | Berta Prieto, Belén Barenys y Miguel Ángel Blanca | 06 de diciembre de 2022       |
| 10  | «Buscando after»                   | Miguel Ángel Blanca Pachón | Berta Prieto, Belén Barenys y Miguel Ángel Blanca | 06 de diciembre de 2022       |

## Producción
Autodefensa nació con el final de la pandemia, cuando la escritora y dramaturga Berta Prieto y la actriz y corista Belén Barenys (prima de Rigoberta Bandini) volvieron a las salidas nocturnas. Tras publicar un video en sus redes sociales, fueron contactadas por el director Miguel Ángel Blanca, quién les propuso a las dos hacer una autoficción "sobre los conflictos de los centennials pero sin dramas, solo dos amigas pasándoselo bien sin pedir permiso a nadie". Las sesiones de guion comenzaron después de que Filmin aceptara participar en el proyecto como productora y distribuidora.
La serie fue rodada en Barcelona en 2022, en locaciones reales frecuentadas por las autoras.

## Lanzamiento y marketing
El 19 de octubre de 2022, Filmin anunció que la serie se estrenaría en su plataforma el 29 de noviembre de 2022.